# Ibn al-Yayyab
Ibn al-Ŷayyab (1274 - 1349) fue un poeta y político durante la dinastía Nazarí del Reino de Granada. Fue el antecesor de Ibn al-Jatib como visir en la corte de Granada. Escribió qasidas neoclásicas, series de versos monorrimos en metro uniforme. Algunos de sus poemas aun decoran las paredes del Generalife, el palacio de verano de los sultanes.